# Talp cec
El talp cec (Talpa caeca) és una espècie de mamífer de la família dels tàlpids. Viu a Albània, Eslovènia, Espanya, França, Grècia, Itàlia, Macedònia del Nord, Mònaco, Montenegro, Portugal, San Marino, Sèrbia i Suïssa.